# Ponga
Ponga és un conceyu asturià pertanyent a l'àrea sud-est de la regió. Limita al nord amb els conceyos de Piloña i Parres, a l'est amb Amieva i la província de Lleó, a l'oest amb Casu i Piloña i al sud completament amb Lleó. Amb una extensió de 205,98 km², els principals nuclis de població, la capital San Xuan/San Juan de Beleño i Sobrefoz. Les carreteres regionals AS-261 i l'AS-339, són els principals accessos rodats al conceyu.

## Geografia
El territori es caracteritza per tenir un relleu molt abrupte i complicat en el qual es combinen les mitjanes i altes muntanyes amb grans pendents, i les valls fluvials. El terreny pertany gairebé completament al primari, predominant en la part sud-oriental la calcària carbonífera i en la resta del conceyu l'alternança de pissarra amb faixes de quarsita dura i aspra a més de la calcària. La gran varietat estratigràfica ens mostra una superfície primitiva que ha estat fracturada per les forces plutòniques originant altes muntanyes i cordals mostrant-nos uns espectaculars paisatges naturals.

### Relleu
Per a examinar el relleu dividim el terreny en tres unitats: La serralada Cantàbrica, els cordals (el de Ponga i el del Collau), i les depressions pissarroses. Quant a la serralada Cantàbrica cal dir que serveix de límit amb la comunitat castellana lleonesa i conté entre ella la màxima altitud que es troba entre els becs d'Europa i el massís de les Ubiñas (la Peña Tingues amb 2142 metres). Els cordals estan orientats en direcció sud-nord i marca la divisió de les aigües dels rius Sella i Ponga. El cordal de Posi és de naturalesa calcària i separa els territoris de Cas i Posi a través dels becs El Abedular, Maciéndome, Tiatordos (el Sobanciu para els veïns de Beleño), La penya Taranes i La Llambría. Aquest cordal es pot albirar des de la vall de Beleño, mostrant-nos unes vistes molt belles. El cordal del Collau, comença en la penya Tingues, segueix amb els becs Pileñes, Colláu Zorru, Lluengo, Bedules, la Collada Llomena, el Pico Pierzu i el Carriá.

### Hidrografia
Les depressions piçarroses ja són unitats orogràfiques de relleus molt més suaus, tallades pels rius i convertint-se en el nucli principal de vida humana. És de destacar en aquestes depressions els forts congosts formats pels corts verticals i estrets de les roques. Entre aquests congosts destaquem el dels Beyos de més de 10 km. de llarg i altures de fins a 1.000 metres. Als vessants del congost es van formar quantitat de petits pobles penjats al capdamunt, en els quals els seus habitants han viscut en condicions molt difícils per a la supervivència. Altres congosts importants són els del riu Santagustia cap a Viegu, el del riu Ponga en Sobrefoz, els Corredors en Sellaño i l'escalada en Taranes. Els rius més importants del conceyu són el Sella que travessa la zona oriental del territori per a seguir el seu curs per Amieva, i el Ponga que recorre el conceyu de sud a nord i fluïx en el Sella en Amieva.
Entre els afluents locals del Sella tenim el riu Viego, el Viboli, el Roabín i el Canalito el qual camina cap al Sella enmig d'espectaculars goles. El Posi neix en el port de Ventaniella i discorre per Sobrefoz, Yano, Abriegos, Cadenaba i Sellañu. Els seus afluents més importants són el rierol de Taranes, el Semeldón i el Barri Moru. El seu clima és atlàntic i molt humit.

### Clima
La temperatura en el conceyu és suau, amb màximes a l'estiu que molt poques vegades passen dels 30 °C. i mínimes que rarament descendeixen dels 0 °C per l'hivern. Aquests extrems tèrmics que veiem són bastant acusats per culpa de la humitat. La vegetació és també variada predominant els boscos de fajos, roures, bedolls, tilos, grèvols i arços en les zones mitjanes i altes, quedant les terres de les valls per a cultius i prats de sega. La fauna ha sofert l'acció devastadora de l'espècie humana desapareixent o reduint-se moltes de les vides animals que allí habitaven com el cabirol, cérvol, senglar.

## Capital
La capital del conceyu és San Xuan/San Juan de Beleño, que deu el seu nom a l'admiració que sentien cap al sol els pobles prehistòrics que habitaven aquestes terres a la qual denominaven «Belennus». És un dels nuclis més poblats del territori dintre d'una zona ja per si mateix molt difícil per a habitar. Els habitatges s'incrusten de manera singular dintre del sòl municipal, dotant el conceyu d'uns paratges realment bonics.

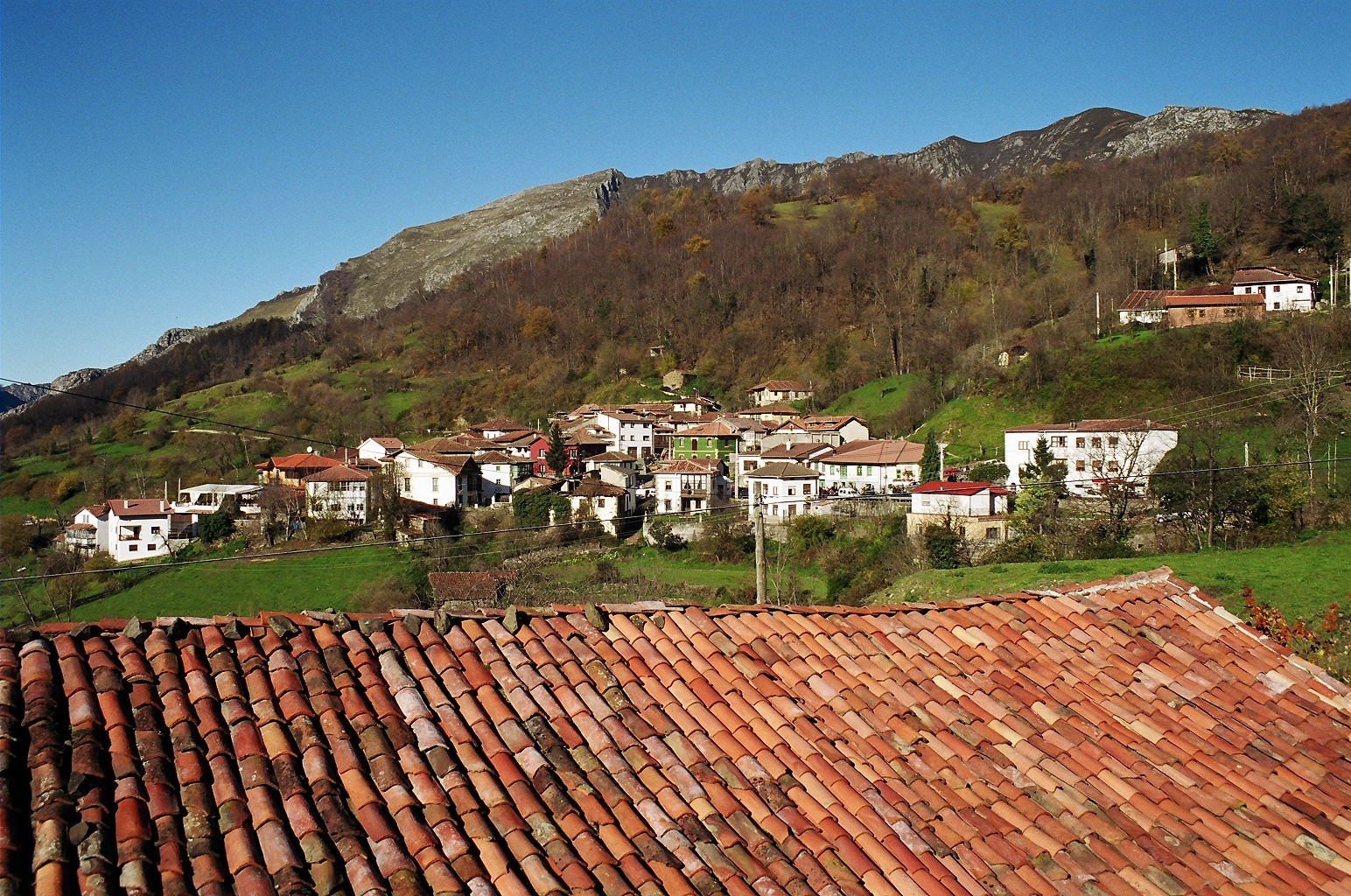
San Juan de Beleño, capital del conceyu

## Història
Gràcies a diverses restes arqueològiques sabem que la zona estava habitada en l'edat de Bronze. Les restes arqueològiques d'aquesta època oposats són dues espases, una falç i una punta. A més han estat trobades petjades primitives al castro del Castiello, entre Taranes i Abiegos. Fets que ho demostren són les latinitzacions de termes tals com "Belennus" o el sol a Beleño, i "Tarannus" o tro en Taranes.
Durant la colonització romana, Posi pertanyia al territori de la Cantàbria, trobant-se útils de treballs per a mines a Miesca, interpretant-se que va haver-hi avançades militars per a protegir els passos per Ventaniella i Arcenorio i explotar aquestes riqueses naturals. D'aquesta època són famoses dues làpides funeràries trobades en Sellano i l'església primitiva de San Juan de Beleño i les quals contenien també representacions artístiques de cavalls. En l'època del regno Astur, muntanyesos de Posi va participar en la batalla de Pontunio (el Pontón) on van arribar des d'Arcenorio.
La primera referència documental que es té de Ponga, és la donació efectuada per Alfons IX de Lleó a Pedro García de Caso, del vedat de Cazo en 1188. Les primeres dades que ens parlen de la vida administrativa de la zona daten del segle xiv en el qual existien jutges nobles i plebeus, alcaldes de germanor i cinc regidors perpetus. Durant les lluites entre Pere I i Enric de Trastámara, el municipi sempre va ser lleial a Pere. Enric III va atorgar al conceyu dos favors reials, la llibertat de pastures i trànsit per tot el regne, així com l'exempció del pagament de portatges pels seus bestiars i mercaderies.
Durant l'edat moderna queda definida la integració religiosa i civil de Posi a Astúries, pertanyent al arcedianato de Villaviciosa, i integrant-se en el partit de Llanes en relació amb la seva vida política. El primer diputat registrat que representa a Ponga data de 1594 i recau sobre Juan Alonso Del Río.
Durant el segle xix dos van ser les circumstàncies que van marcar la vida de Posi i van modificar la seva activitat vilatjana. En primer lloc l'emigració que es produeix cap a Amèrica i que va repercutir en el conceyu en la tornada i ús de capitals. I en segon lloc, la inauguració de noves i millors comunicacions terrestres, sent de gran importància donat el seu difícil trajecte, la qual discorria pel congost de Beyos, i que va proporcionar als seus habitants una sortida pel sella cap a Cangues d'Onís.

## Demografia
Aquest conceyu, al tenir una orografia i una situació complicada, no ha tingut mai una gran població. Tot l'anterior produïx que sigui un dels conceyos amb menys densitat de població de tota la regió. L'emigració, no obstant això, ha fet que la taxa de població baixi. Primer amb l'èxode a Europa a mitjan segle xix i finalment cap a les poblacions industrials d'Astúries, Avilés, Oviedo, Gijón i conques mineres. L'estructura econòmica del conceyu es basa en el sector agropecuari que agrupa el 75,6% de l'ocupació total. dintre d'aquest sector cap destacar la cabanya ramadera amb una explotació per a carn important. El sector secundari agrupa el 6,5% de l'ocupació amb la construcció com base d'aquest tram. El sector servei ocupa al 17,9% de l'ocupació total

## Parròquies
| - Abiegos - Carangres - Casielles | - Cazu - El Beyu - San Xuan de Beleño | - Sobrefoz - Tarañes - Viegu |